# アラビア語キー配列
アラビア語キー配列 (アラビア語: لوحة المفاتيح العربية, lawḥat al-mafātīḥ al-`Arabīyyah) は、アラビア語のキー配列である。

## キー配列

### タイプライター配列
この配列は、最初のアラビア語キー配列であり、1914年に、フィリプ・ワキド (Philip Wakid) とサレーム・ハダト (Saleem Haddad) の2人のエジプト人によって、開発された。